# Ronald Alegrías
Ronald Alegrías (Cartagena, Bolívar, Colombia; 31 de mayo de 1979) es un exfutbolista colombiano. Jugaba de volante,

## Clubes
| Club            | País     | Temporadas  |
| --------------- | -------- | ----------- |
| Valledupar F.C. | Colombia | 2006        |
| La Equidad      | Colombia | 2007 - 2008 |
| Bogotá F.C.     | Colombia | 2008        |
| Expreso Rojo    | Colombia | 2009        |
| Fortaleza F.C.  | Colombia | 2011 - 2013 |